# NADI-Reagenz
Das NADI-Reagenz ist eine wässrige Lösung aus 1-Naphthol und N,N-Dimethyl-1,4-phenylendiamin, die zum Nachweis des Enzyms Cytochrom c Oxidase (Oxidase-Test) in Bakterien und in der Histologie verwendet wird. Phenylendiamin reduziert über Cytochrom c  die Cytochrom c Oxidase in der Zelle und wird dadurch zum Chinondiimin oxidiert. Chinondiimin kuppelt mit dem Naphthol zu einer farblosen Leukoverbindung, die zum Farbstoff Indophenolblau oxidiert wird.
Paul Ehrlich beschrieb 1885 die NADI-Reaktion unter Bildung von Indophenol im Organismus als Reaktion einer Indophenol Oxidase.

## Reagenz
Das NADI-Reagenz besteht aus einer Lösung zu gleichen Teilen aus 50 mM 1-Naphthol in 50%igem Ethanol und 50 mM N,N-Dimethyl-p-phenylendiamin in einem Phosphat-Puffer (pH 7).
Zeigt sich innerhalb einer Minute nach Zugabe des Reagenz eine Blaufärbung der Bakterienzellen, so ist das Bakterium Oxidase-positiv. Bei keiner oder späteren Reaktion ist das Bakterium Oxidase-negativ.

## Reaktionsmechanismus
Das p-Phenylendiamin-Derivat wird über das farbige, stabile Semichinondiimin-Radikal-Kation (Wurster Rot) zum Chinondiimin-Derivat oxidiert:
Das Chinondiimin-Derivat reagiert mit dem Kuppler (Naphthol) zu einer farblosen Leukoverbindung. Durch Oxidation der Leukoverbindung entsteht der wasserunlösliche Chinoniminfarbstoff Indophenolblau: